# Puhoi
Puhoi est une localité de la région d’Auckland située dans l’Île du Nord de la Nouvelle-Zélande.

## Situation
Elle est localisée à approximativement 50 km au nord de la cité d’Auckland, sur les rives de la rivière Puhoi.

## Toponymie
Le nom de Puhoi est la traduction de l'"eau lente" (slow water) (à comparer au mot Māori: pūhoi, signifiant "aller lentement, paresseux, sans se presser ").

## Histoire
C’est une installation le 29 juin 1863, de colons d’origine européenne, formée d’un groupe parlant l’allemand et venant de Staab (actuellement Stod (district de Plzeň-Sud)) en Bohème, (qui fait maintenant partie de la république tchèque), sous la direction du Capitaine Martin Krippner (en), qui a donné lieu à l’appellation du Bohemian Settlement, bien qu'en fait, trois vagues d’immigrants arrivèrent successivement entre 1863 et 1866.
Les immigrants reçurent une parcelle de terres de la part du gouvernement colonial.
Toutefois, quand ils arrivèrent, les terres étaient couvertes de forêt, qu’ils durent éclaircir avant de pouvoir commencer à utiliser le terrain alloué.
Les colons initiaux étaient tous des membres de l’Église catholique romaine et une des premières choses qui retint leur attention fut la nécessité de la construction d’une église.
Celle-ci fut terminée en 1881 et dédiée aux saints Pierre et Paul, dont la fête dans le calendrier catholique est située le 29 juin, la date de l’arrivée des tous premiers colons.
L’église se dresse toujours là et sert pour la communauté.
L’hôtel et le magasin général ont aussi leur origine à l’époque des premiers colons.
Il y a un musée, qui occupe ce qui était initialement l’école primaire catholique, qui date de 1923 et fonctionna jusqu’en 1964.

## Films tournés à Puhoi
- Trespasses (1984) [3] (aussi connu sous Finding Katie durant le tournage)[4]
- Sylvia (1985)[5]
- Les Tommyknockers (The Tommyknockers) (1992)
- Le Secret de Terabithia (Bridge to Terabithia (2007), comprenant des scènes filmées à l’intérieur et en dehors de l’église[6].